# Famille de Biseau
La famille de Biseau est une ancienne famille noble originaire de Valenciennes dans l'ancien Comté de Hainaut et remontant à la première moitié du XVIe siècle,.

## Origine
Elle est issue de Jean de Biseau qui épouse Barbe de Rodart en 1561.

## Preuves de noblesse
Octroi de supports et d'une couronne à la place du bourrelet par diplôme du 24 mai 1690. Octroi du titre de chevalier à Pierre-Philippe de Biseau (1654-1710) par lettre patentes du 1er juillet 1695 de Charles II d'Espagne. Reconnaissance de noblesse en 1822, concession du titre de chevalier à Pierre de Biseau d’Hauteville (1888-1966)  transmissible à la primogéniture mâle en 1928.

## Héraldique
Le armoiries de la famille de Biseau sont blasonnées selon : 
- L'État présent de la noblesse belge : "d'azur au chevron d'or, accompagné de trois trèfles d'argent. Heaume d'argent couronné d'une couronne à cinq fleurons. Lambrequins : d'or et d'azur. Cimier : une biche issante au naturel. Supports : deux biches au naturel"[3] ;
- L'armorial général de la noblesse belge : "d'azur au chevron d'or, accompagné de trois trèfles d'argent. L'écu sommé, pour le titulaire, d'une couronne de Chevalier, et surmonté, pour les autres descendants, d'un heaume d'argent, couronné d'une couronne à cinq fleurons, grillé, colleté et liseré d'or et d'azur. Cimier : une biche errante au naturel. Supports : deux biches au naturel"[5] ;
- L'armorial général de Belgique : "d'azur au chevron d'or accompagné de trois trèfles d'argent. Heaume d'argent, grillé, liseré et colleté d'or, couronné d'une couronne à 5 fleurons. Lambrequins d'azur et d'or. Cimier : une biche au naturel, issante. Supports : deux biches au naturel. Couronne de chevalier pour le titulaire."[6]
- Nobiliaire des Pays-Bas et du comté de 1724-94 Bourgogne : La branche des Biseau de Beusdael : "écartelé au premier et quatrième d'azur au chevron d'or à trois trèfles d'argent, deux en chef et un en pointe, et au deuxième et troisième aux armes des EYS de Beusdael qui sont, écartelées au premier et quatrième de gueules à la croix d'or qui est d’EYS et au 2e et 3e  de gueules à la bande d'or semé de 13 billettes d'or qui est de BEUSDAEL avec le timbre et lambrequins d'or et d'azur, et pour Cimier une biche naissante, avec une Couronne d'or au lieu bourrelet, et  pour support deux biches tenant chacune une bannière à dextre aux armes de Biseau, et à senestre aux armes de Beusdael."[4]

## Branches

Descendance agnatique de la famille de Biseau

- Branche de Biseau de Familleureux (éteinte en 1806) ;
- Branche de Biseau de Houdeng et de Bougnies (éteinte en 1860) ;
- Branche de Biseau de Pleuseghem (éteinte en 1848) ;
- Branche de Biseau dit de Bruxelles (éteinte en 1715);
- Branche de Biseau de Beusdael (éteinte en 1728) ;
- Branche de Biseau d'Hauteville (branche ainée) ;
- Branche de Biseau de Hauteville (branche cadette) ;

## Seigneuries
- Seigneurie de Familleureux.
- Seigneurie de Besonrieux.
- Seigneurie de Houdeng.
- Seigneurie d'Aimeries.
- Seigneurie de Crolsin.
- Seigneurie de Sainte-Hilaire.
- Seigneurie de Bougnies.
- Seigneurie d'Hauteville.
- Seigneurie de Pleuseghem.

## Personnalités

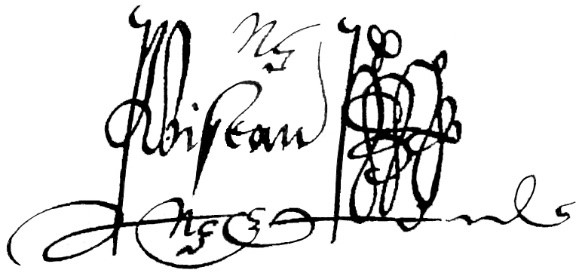
Signature de Pierre Biseau relevée dans les archives du Conseil des Troubles.

- Pierre Biseau (1526-1588), licencié en droit de l’université de Louvain (1549) fut homme de fief sur plume (1550)[7]. À la suite des troubles suscités à Valenciennes par les huguenots dans la nuit du 27 et 28 septembre 1561, Marguerite de Parme gouvernante des Pays-Bas envoya Jean IV de Glymes, Marquis de Berghes, grand bailli de Hainaut pour s’assurer de la fidélité des édiles de la ville au catholicisme et au roi Philippe II d’Espagne. Le 13 octobre le marquis de Berghes écrivait à la Gouvernante, « ceux de la loy (du Magistrat) ne sont pas nets, ils ont de leurs parents infectés »[8]. Pour contrer cette tendance, le marquis remania à cette occasion les institutions de la ville et lui imposa Pierre Biseau comme greffier civil et criminel. Cette fonction était alors d’importance car elle impliquait de poursuivre les délinquants dont les protestants et d’instruire les dossiers criminels. Cette nomination se fit en violation des coutumes de la ville. Ce type de charges étaient réservées aux bourgeois de Valenciennes[9] or Pierre Biseau résidait à Escautpont[10].A Valenciennes, contrairement à d’autres villes, le mariage ne conférait pas la bourgeoisie au conjoint[11]. Néanmoins pour donner de la substance à cette nomination et limiter les conséquences de son illégalité, Jacques Berot[12], éminent juriste, conseiller du Cardinal de Granvelle et de son ami Maximilien Morillon, s’empressa de marier le 21 octobre 1561[13] Pierre Biseau à sa propre belle-sœur, Marie Hutin, bourgeoise de Valenciennes. Conformément à la coutume un an et un jour après  la date de son mariage, Pierre Biseau devenait bourgeois de Valenciennes[10]. Mais la fidélité de Pierre Biseau et de ses proches à la foi catholique et à la cause du roi était certaine. Des parents de sa mère Barbe Rodart étaient au service personnel de Philippe II[14] et son frère, Jean docteur en théologie, était prieur en 1554-1555 des Carmes de Valenciennes. Ce dernier sera chassé par les protestants et alla investir avec ses frères le couvent des franciscains de Brugelette déserté par ses moines ralliés à la cause protestante[15]. Le fils de Pierre Biseau sera l'aumonier de l'éphémère gouverneur des Pays-Bas, le comte de Fuentes, beau-frère du duc d'Albe. Le 27 avril 1562 sur les instances de la couronne, Pierre Biseau prononçait la condamnation au bûcher de deux protestants. S’ensuivit une émeute qui libéra les prisonniers. C’est la Journée des mal brulés[16]. Il assistera par la suite à la montée en puissance du consistoire au sein de la ville. Philippe II ayant marqué sa volonté d’épargner les habitants non hostiles à sa cause[17], le 29 novembre 1566, le nouveau bailli de Hainaut, Philippe de Noircarmes somme les catholiques et les partisans du roi de quitter la ville. Pierre Biseau et les siens émigrèrent peu avant le siège[18].Il fait partie des rares 10  membres sur les 102  de l’échevinat à quitter la ville[19]. Le 14 décembre 1566, la ville est déclarée rebelle (Siège de Valenciennes (1567)). Elle est prise le 23 mars 1567. Le magistrat de la ville fut dissous et les privilèges suspendus. La ville fut alors dirigée par trois commissaires royaux. Pour n’avoir pu lutter efficacement contre l’ascension des protestants, Pierre Biseau fut, avec les autres édiles, assigné à résidence et eut « la ville pour prison »[20]. Cependant comme en témoignent les archives du Conseil des Troubles, il fut appelé à collaborer avec les commissaires à l’instruction exclusivement écrite des dossiers de la région à charge des protestants et à la communication des sentences du Conseil exécutées à Valenciennes[21]. Une amnistie générale fut proclamée à Valenciennes ; « le 16 juin 1574, à 10 heures ½, « devant disner » fut affiché par Pierre Biseau, « des lettres patentes du Roy par lesquelles Sa Majesté donnait grâce absolute et pardon général »[22]. Selon les termes de son petit-fils, il décèdera « le 28e août 1588, ayant enduré beaucoup de fascheries des huguenots en la ville de Valenciennes portant la querelle du roi à cause de son état. »
- Jean de Biseau de Beusdael (1602-1680) fut lieutenant-gouverneur et châtelain de la maison royale de Binche de 1638 à 1642. Il s’illustra en octobre 1638 à la tête de la garnison de cette ville à l’occasion de la guerre de trente ans surprenant près de Maubeuge la cavalerie française et faisant une centaine de prisonniers. Ce fut cette année-là un des rares faits d’armes des armées espagnoles contre les Français où le jeune Turenne (1611-1675) prenait part aux combats[23],[24].
- Jacques-François de Biseau de Beusdael (1626-1687), reçu à l'abbaye de Bonne-Espérance de l'ordre des prémontrés en 1644 ; religieux profès par profession du 24 septembre 1645 sous le nom claustral de père Frédéric ; proviseur de cette abbaye; puis en 1661, prévôt de l'abbaye de Saint-Étienne à Groswardein (Oradea) en Transylvanie tombée 27 août 1660, sous le joug de l’empire ottoman, il fut ensuite nommé le 6 janvier 1664 en Franche-Comté par Philippe IV d’Espagne, abbé réformateur de l'abbaye Notre-Dame de Corneux dans le diocèse de Besançon. Cette nomination le rendait également prévôt et prieur théorique de l’abbaye des prémontrés  Notre-Dame de Belchamp à Voujeaucourt, à proximité de Montbéliard. Les prémontrés en avaient été chassés par les protestants et  l’abbaye était devenue un château de plaisance des princes de Montbéliard[25].  Il fit en qualité de prévôt de Corneux l'ouverture des fêtes célébrées aux Visitandines de Gray le dimanche 25 juillet 1666, à l'occasion de la canonisation de saint François de Sales. Les traités de Nimègue ayant rattaché la Franche Comté à la France, Frédéric abdiqua et Guillaume-Laurent de Tisrmal fut désigné par le roi Louis XIV le 25 février 1680 pour le remplacer. Il revint à Mons ensuite réintégra l'abbaye de Bonne-Espérance comme simple religieux[24],[26],[27].
- Pierre-Philippe de Biseau, (1654-1710), licencié en de droit à l’université de Louvain (1673), homme de fief sur plume (1675), est nommé par Charles II d'Espagne conseiller et receveur général des aides et subsides au comté de Hainaut par lettres patentes du 17 mars 1684. Siégeant à Mons, sa compétence s’étendait sous toute la province de Hainaut. Mais dans le cadre de « la Guerre des Réunions » Louis XIV vint assiéger la ville de Mons en 1684 et en 1691. À cette occasion Pierre-Philippe de Biseau avança « des sommes considérables, sans intérêt, pour secourir les gens de guerre » tout en contribuant de ses deniers[28], accompagnés de ceux de son père[29] au renforcement des fortifications de la ville. Lorsque le 8 avril 1691, Louis XIV investit la ville de Mons, il fut emprisonné pendant deux mois pour défaut de payement des honoraires des conseillers de la Cour de Mons. Les recettes fiscales avaient été principalement été affectées à l’effort de guerre. Par décision de la cour de Mons, ses biens furent vendus et le produit de la vente affecté au payement des honoraires des conseillers. Plus tard pour le dédommager du préjudice subit, le roi d’Espagne lui accorda le titre de chevalier (1695)[30]. Une fois libéré, plutôt que de se soumettre à la tutelle du roi de France, Pierre-Philippe de Biseau se réfugia avec sa famille à Bruxelles où naquirent cinq de ses enfants. Il continua d’exercer son office de receveur pour la partie du Hainaut non conquise par Louis XIV. Ainsi rendit-il compte de sa gestion à la chambre des comptes dans un compte rendu spécifique couvrant les années 1692 à avril 1698 pour la châtelainie d’Ath, les villes et terres d’Enghien, de Lessines, la ville et châtelainie de Braine-le-Comte, la ville et prévôté de Binche, la ville de Hal et la ville du  Roeulx. Faute de descendance, le roi d’Espagne Charles II avait fait du petit-fils du roi de France, Philippe de France, duc d’Anjou son légataire universel. Ce dernier lui succède en 1700 au trône d’Espagne sous le nom de Philippe V d’Espagne. Conséquence de ce leg, les traités de Ryswick avaient dès 1697, restitué à l’Espagne les places annexées par la France dont Mons. Ainsi Pierre Philippe de Biseau retrouva la totalité de ses compétences et lui et sa famille revinrent à Mons. L’accès au trône d’Espagne du petit-fils de Louis XIV, s’accompagna de l’introduction dans les Pays-Bas Espagnoles des méthodes françaises de recouvrement des impôts. La ferme générale avait été introduite en 1680 en France par Colbert. Le nouveau roi d’Espagne demanda le 27 juin 1701 préalablement à son introduction aux Pays-Bas l’avis de la chambre des comptes sur cette méthode de recouvrement. Celle-ci le donna le 30 juin suivant un avis très négatif mais marquis de Bedmard, gouverneur des Pays-Bas espagnoles lui répondit qu’il avait reçu en faveur de l’affermage des ordres absolus du roi Philippe V et de Louis XIV[31]. « En 1701, le gouverneur des Pays-Bas résolut de donner en admodiation les domaines royaux ainsi que les droits d’entrées et de sortie, de convoi, de transit, et les tonlieux, dans toute l’étendue des Pays-Bas. Par lettres patentes du 24 novembre de cette année, expédiée sous le nom de Philippe V, cette ferme fut adjugée, pour le terme de six ans, commençant le 1er janvier 1702 et finissant au dernier décembre 1707, et moyennant la somme de 1.900.000 florins de Brabant chaque année, à Claude Accault, conseiller et secrétaire du roi de France, Jean-Paul Bombarda, conseiller des finances et trésorier de S.A. E. de Bavière (gouverneur des Pays-Bas Espagnoles ), Emmanuel Cardoso, du conseil de guerre et proveador général des armées du roi, Paul Gauteur, maître des eaux et forêts en Hainaut et Pierre-Philippe de Biseau, Chevalier, conseiller et receveur général des aides et subsides dans la même province. »[32]L’admodiateur prenait en location (à ferme) les domaines et /ou acquérait le droit de percevoir les recettes fiscales moyennant le payement au roi d’un loyer annuel fixe. Il était tenu sur son patrimoine propre du résultat. Le risque financier était considérable particulièrement en temps de guerre d’où la nécessité de se mettre en consortium. L’admodiateur était rémunéré par le produit des amendes et des confiscations dues pour fraude sous le contrôle de juges mais aussi au moyen des recettes dépassant le loyer annuel dû au roi. Avec celles-ci il assurait sa propre rémunération mais payait aussi celle de ses commis et subalternes chargés d’assurer le recouvrement des créances et sa protection personnelle. La tâche de recouvrement étant périlleuse, tous étaient autorisés à porter les armes qui leur plairaient comme le précise le placard qui fait état de l’adjudication et qui en fixe les règles[31]. L’arrestation et l’emprisonnement comptaient parmi les méthodes coercitives de recouvrement[33].  Les recours pour abus se faisaient devant le juge des droits d’entrée et de sortie. Paradoxalement ce juge était pour le Hainaut Joachim de Biseau (1655-1719) seigneur d’Hauteville, le frère de Pierre Philipe de Biseau. Il avait été nommé Le 12 avril 1702 en exécution des dispositions de l’article 119 du placard du 24 novembre 1701[34], conférant l’admodiation des recettes de l’état au consortium dont son frère faisait partie. La possible collusion entre frères ne devait guère encourager le contribuable à exercer un recours. Était-ce à dessein ? Pierre-Philippe de Biseau exercera cette fonction, jusqu’à son décès en 1710.

- Maximilien de Biseau (1761-1845) seigneur d’Hauteville, d'Hargnies et de Prêts, licencié ès lois (13 juillet 1785), avocat au Conseil souverain de Brabant (27 mars 1787), capitaine commandant la compagnie des volontaires Binchois pendant la révolution brabançonne[35], élu le 18 décembre 1795 , municipal de Binche et président du canton de Binche sous le Directoire, il est menacé d’être révoqué de ce poste d’abord pour avoir été un  « ci-devant » noble puis le fut le 23 juin 1798 pour avoir des beaux-frères soi-disant émigrés, officiers au service de l’Autriche bien avant la Révolution. L’un d’entre eux, Louis de Traux[36], venait d’être nommé membre et secrétaire du cabinet secret S.M. l'empereur François 1er d’Autriche. Désigné le 28 novembre 1801, maire adjoint de la ville de Binche sous l'Empire Français, Maximilien-Ursmer de Biseau sera député suppléant de Jean-François Gendebien au corps législatif (1803) sous l’Empire, puis désigné par Guillaume 1er des Pays-Bas membre des états provinciaux pour l’ordre des villes représentant la ville de Binche (18 mai 1816). Bourgmestre adjoint, puis bourgmestre en titre le 23 septembre 1823, il restera dans cette fonction après l’indépendance de la Belgique jusqu’à sa démission en 1836. Malgré son hostilité affichée à Guillaume 1er d'Orange, il obtint le 18 octobre 1822 reconnaissance de noblesse[23].
- Nicolas-François de Biseau (1704-1774), fils de Pierre-Philippe mentionné ci-dessus, a acheté en 1740 la seigneurie de Houdeng à François-Marie Le Danois ainsi que la moitié de ses parts dans la Société du Grand Conduit. Il a acquis l'autre moitié des parts détenues par la famille Le Danois sept ans plus tard. Nicolas-François de Biseau devint ainsi l'actionnaire principal de la Société du Grand Conduit qui deviendra plus tard le puissant charbonnage du Bois-du-Luc. Une particularité du charbonnage fondé en 1685 était de trouver au sein de l'actionnariat des mineurs qui apportaient leur savoir-faire, des bourgeois qui avançaient les fonds nécessaires et le seigneur des lieux qui concédait l'exploitation du charbon sur ses terres. Celui-ci disposait de quatre parts sur les 10 émises à l'origine. Ses parts se sont divisées au fil de successions et de mariages mais, au moment de la mise en liquidation des Charbonnages du Bois-du-Luc en 1974, plusieurs descendants de Nicolas-François de Biseau étaient encore présents dans le capital et dans les organes de gestion de la société. De la même manière, plusieurs actionnaires de 1974 étaient des descendants de mineurs ou de bourgeois fondateurs. Ce charbonnage est à l'origine du développement de La Louvière, ville-champignon, en 1869[37].

## Iconographie

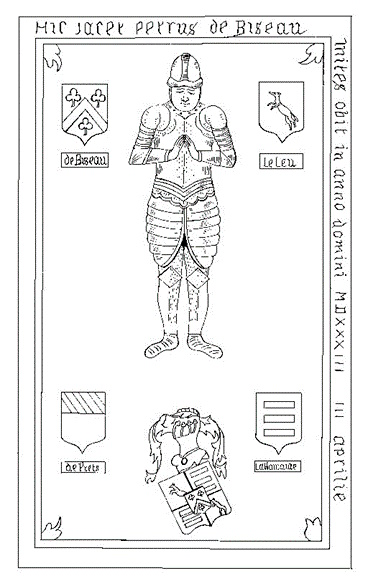
Calque de la pierre tumulaire de Pierre de Biseau, chevalier, mort le 3 avril 1533 devant Landrecies, reproduite par le généalogiste Le Blond (1602-1654) de Valenciennes: KBR ms 5 690 t°VI, p. 136.
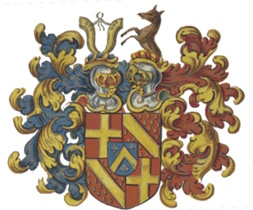
Armoiries Biseau de Beusdael avant décoration d'armoiries de 1690. KBR fonds Goethals, manuscrit 1226, fol. 25.
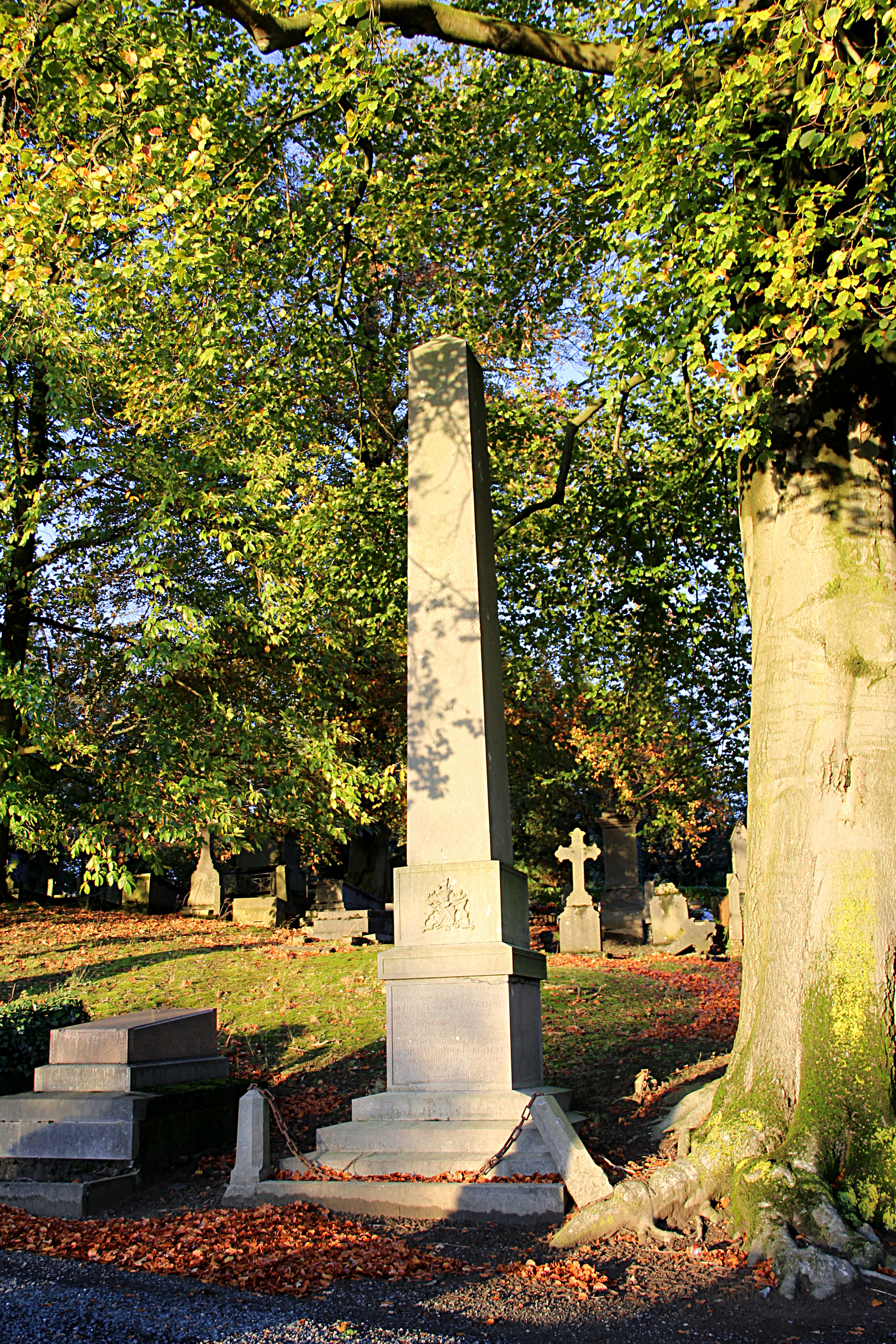
Monument funéraire de la famille de Biseau de Pleuseghem à Mons.
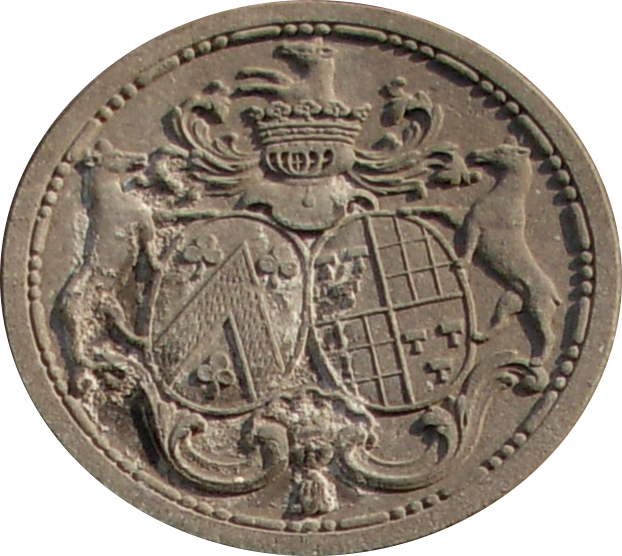
Armoiries des époux Biseau-Tacquenier.
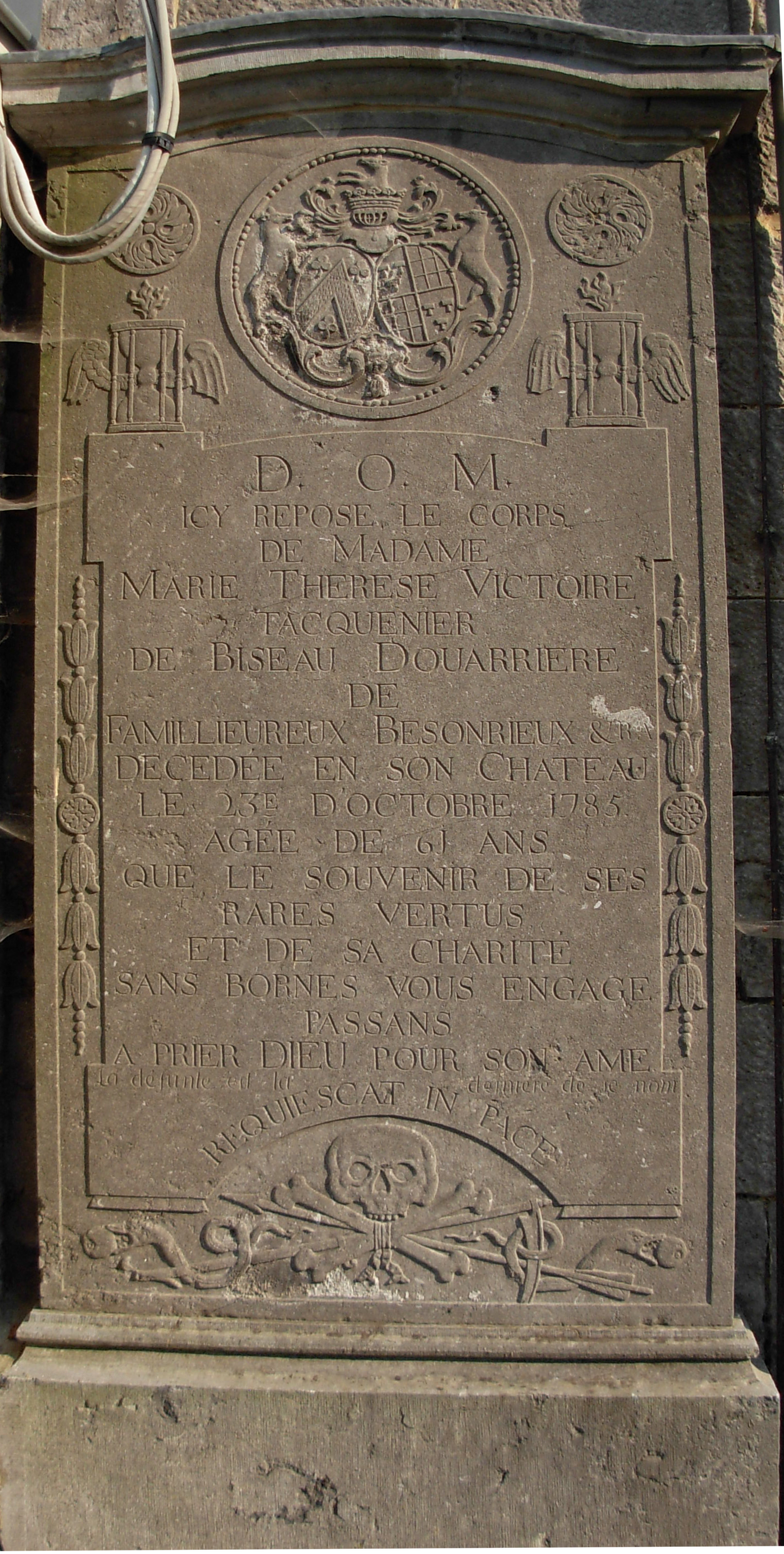
Pierre tombale de Marie Thérèse Victoire Tacquenier, épouse douairière de Charles Urbain Joseph de Biseau, seigneur de Familleureux, Besonrieux et Pleuseghem.

## Alliances
- Antoing de Rougefort (d')
- Behault (de)
- Beyens de Grambais
- Carton (de)
- Coppens
- Cornet d'Elzius
- Coupery de Saint-Georges
- Dumont de Holdre
- Durieu de Court et Motte
- Eys de Beusdael
- Fontaine de Thiéblin
- Hanot d'Arvengt
- Hennin (de)
- Lattre de Bosqueau (de)
- Mahieu (de)
- Madre de Mauville (de)
- Meersch (van der)
- Molina (de)
- Patoul (de) (nl)
- Peyroux (du)
- Prelle de la Nieppe (de)
- Rets de Brisuila de Chanclos (de)
- Rycke de Witterlingen (de)
- Silva y Castro (Don Diégo de)
- Tacquenier
- Tahon
- Wavrin Villers-au-Tertre (de)
- Ysembart (d')